# Іоанн (Крестьянкін)

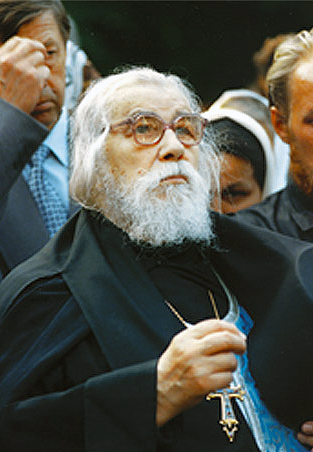

Архімандрит Іоанн (в миру Іван Михайлович Крестьянкін, 11 квітня 1910, Орел — 5 лютого, 2006, Псков) — архімандрит і насельник Псково-Печерського монастиря, один з найшанованіших церковним народом православних духівників сучасної Росії. Протягом багатьох років за порадою та духовною допомогою до нього приїздили віруючі з усіх куточків країни та з-за кордону.

## Біографія
Отець Іоанн народився 11 квітня 1910 року в місті Орлі. Він був восьмою дитиною в родині Михайла Дмитровича та Єлизавети Іларіонівни Крестьянкіних, з дитинства прислужував у храмі. Після середньої школи Іван Крестьянкін закінчив бухгалтерські курси, згодом переїхав до Москви і працював за спеціальністю.
14 січня 1945 року в храмі на Ваганькові митрополит Миколай (Ярушевич) висвятив його в сан диякона. На свято Єрусалимської ікони Божої Матері 25 жовтня того ж року Святійший Патріарх Алексій I висвятив диякона Іоанна у сан священика.

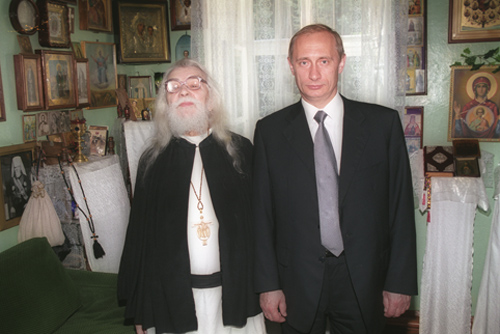
Йоан Крестьянкін та Володимир Путін у 2000 р.

Іспити за курс семінарії отець Іоанн склав екстерном, і 1950 року, закінчивши 4 курси Московської духовної академії, розпочав кандидатську роботу. Але закінчити її не вдалося: у ніч на 30 квітня 1950 року відомий своїм ревним служінням отець Іоанн був заарештований. Вирок суду — сім років заслань у таборах.
Повернувшись достроково з ув'язнення в 1955 році, отець Іоанн (Крестьянкін) продовжив служіння в Псковській, а згодом — у Рязанській єпархії. 10 червня 1966 року він прийняв чернецтво, і вже наступного року ієромонах Іоанн став насельником Псково-Печерського монастиря. 1970 року він був возведений у сан ігумена, а 7 квітня 1973-го — у сан архімандрита.

## Листи та публікації
Досягнувши похилого віку, отець Іоанн не міг приймати всіх нужденних, але до останніх днів відповідав на листи. Частину з них було надруковано — з'явилося друком декілька видань «Листів архімандрита Іоанна (Крестьянкіна)».
Широку популярність здобули публікації його проповідей та інші книги, у тому числі «Досвід побудови сповіді». У квітні минулого року відзначалося 95-ліття від дня народження архімандрита Іоанна (Крестьянкіна). Цього дня Святійший Патріарх Олексій привітав отця Іоанна й нагородив його орденом преподобного Серафима Саровського I ступеня.

## Відхід у вічність
5 лютого, 2006 року, о 9.30 ранку, причастившись Святих Христових Таїн, на 96-му році він відійшов до Господа. Про смерть одного з найшанованіших у народі духівників повідомив архієпископ Псковський і Великолуцький Євсевій під час богослужіння в Троїцькому кафедральному соборі Пскова.
Після закінчення літургії єпископ Євсевій у співслужінні собору духовенства звершив молебень новомученикам і сповідникам російським, пам'ять яких відзначається Церквою 5 лютого. Потім було відслужено панахиду за покійним старцем.
«Надгробне ридання нашої Матері Церкви пролунало над новомучениками та новопреставленим архімандритом Іоанном, який теж перетерпів гоніння й муки від радянської влади», — сказав владика Євсевій в архіпастирському слові.
Відспівування новопреставленого старця відбулося 7 лютого 2006 року в Успенському Псково-Печерському монастирі.
За матеріалами ВЗЦЗ МП